# Påddegyl
Påddegyl är en sjö i Markaryds kommun i Småland och ingår i Lagans huvudavrinningsområde. Sjön har en area på 0,0823 kvadratkilometer och ligger 115 meter över havet.

## Delavrinningsområde
Påddegyl ingår i det delavrinningsområde (625649-136380) som SMHI kallar för Utloppet av Kraxasjön. Medelhöjden är 117 meter över havet och ytan är 18,18 kvadratkilometer. Det finns ett avrinningsområde uppströms, och räknas det in blir den ackumulerade arean 20,94 kvadratkilometer. Vattendraget som avvattnar avrinningsområdet har biflödesordning 3, vilket innebär att vattnet flödar genom totalt 3 vattendrag innan det når havet efter 62 kilometer. Avrinningsområdet består mestadels av skog (54 procent) och sankmarker (30 procent). Avrinningsområdet har 1,76 kvadratkilometer vattenytor vilket ger det en sjöprocent på 9,7 procent.